# Environ

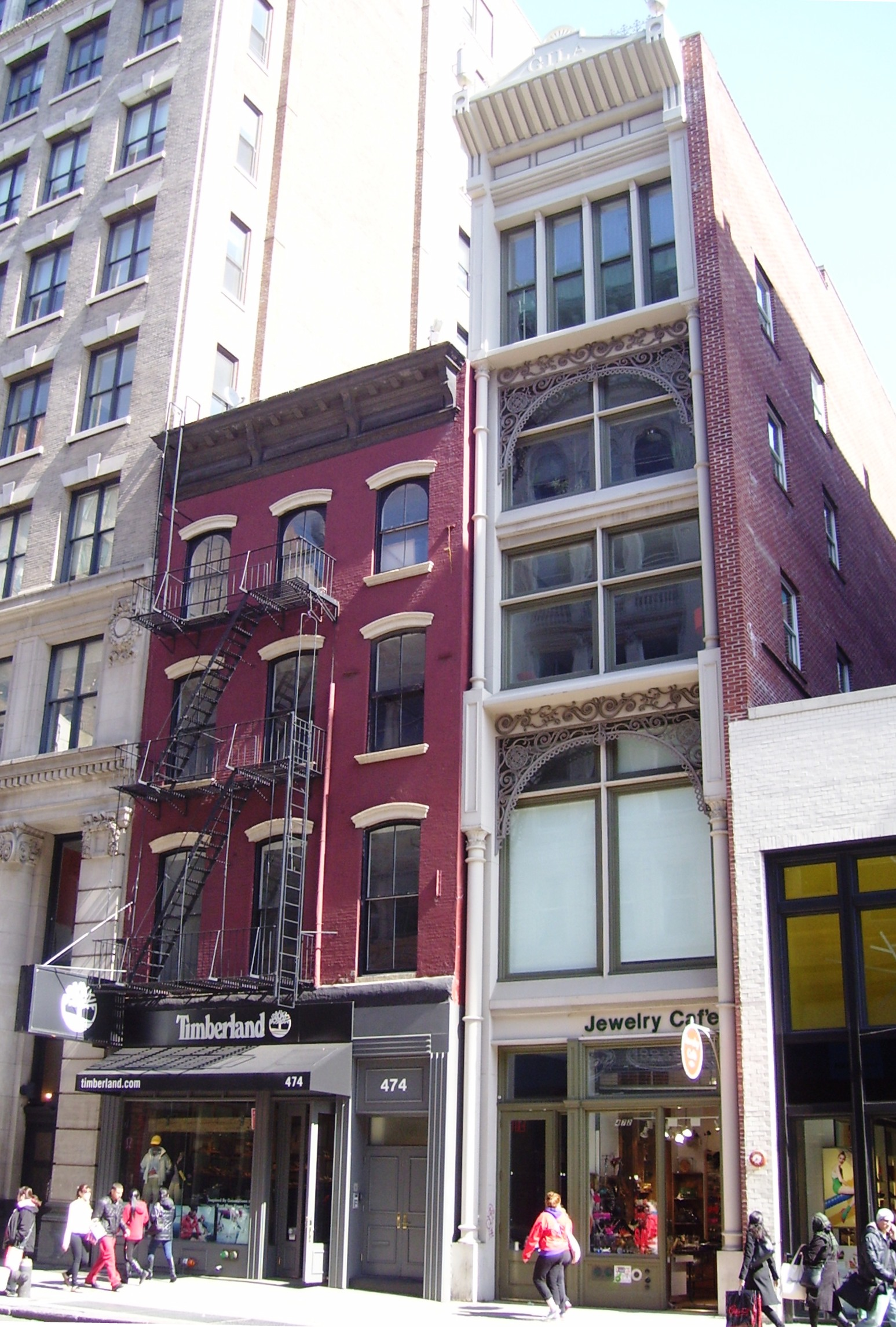
Das Gebäude 476 Broadway (am linken Rand), in dem das Environ untergebracht war

Environ war ein New Yorker Veranstaltungsort für Jazzmusik und Bildende Kunst, der in der zweiten Hälfte der 1970er-Jahre in der Lower East Side bestand und als „Off-Off-Broadway of music“ bezeichnet wurde.

## Geschichte
The Environ (im elften Stock von 476 Broadway, zwischen Broome und Grand Street) wurde von dem Jazzpianisten und Künstler John Fischer und der Sängerin Jay Clayton gegründet, nachdem ihm die Brubeck-Söhne Chris und Danny die Hälfte eines Lofts am Broadway überlassen hatten.
Der Veranstaltungsort gehörte zu den maßgeblichen Spielstätten der New Yorker Loft-Szene, zu denen auch Sam Rivers’ Studio Rivbea,  Rashied Alis Ali's Alley, The Ladies’ Fort von Joe Lee Wilson, das Studio We, Warren Smiths Studio WIS, The Brook und z. T. auch The Tin Palace zählten. U. a. traten im Environ Dollar Brand, Muhal Richard Abrams, das Art Ensemble of Chicago, Chico Freeman, Air, Anthony Braxton, Leroy Jenkins, Joseph Bowie, Charles Bobo Shaw, Arthur Blythe, Charles Tyler, Julius Hemphill, Olu Dara und Hamiet Bluiett auf.
In Environ entstanden zwischen 1976 und Ende 1978 Livemitschnitte von John Fischer und seinem Bandprojekt Interface (Interface Live at Environ, mit Perry Robinson, Mark Whitecage, Charles Tyler, Rick Kilburn und Phillip Wilson), ferner von Steve Lacy, Jerome Cooper (Root Assumptions), Gunter Hampel (Flying Carpet), Kenny Davern (Umexpected, mit Steve Lacy, Steve Swallow, Paul Motian), Butch Morris (In Touch ... But out of Reach, mit Grachan Moncur III, Charles Eubanks, Wilber Morris, Bobby Battle und Steve McCall). 1977 fand das (zweite) New York Jazz Loft Celebration Festival statt, mit 30 Events an vier Spielstätten (Environ, Jazzmania, Ladies’ Fort, the Brook). Um 1979/80 schloss das Environ.